# Clayton Murphy
Clayton Murphy (ur. 26 lutego 1995) – amerykański lekkoatleta specjalizujący się w biegach średniodystansowych.
Złoty medalista igrzysk panamerykańskich w biegu na 800 metrów (2015). W tym samym roku zdobył srebrny medal mistrzostw strefy NACAC oraz osiągnął półfinał światowego czempionatu w Pekinie. Brązowy medalista igrzysk olimpijskich w Rio de Janeiro (2016). W 2017 wywalczył złoty medal podczas IAAF World Relays (2017).
Złoty medalista mistrzostw USA i NCAA.

## Osiągnięcia
| Rok  | Impreza                   | Miejsce        | Konkurencja        | Lokata     | Wynik   |
| ---- | ------------------------- | -------------- | ------------------ | ---------- | ------- |
| 2015 | Igrzyska panamerykańskie  | Toronto        | bieg na 800 m      | 1. miejsce | 1:47,19 |
| 2015 | Mistrzostwa NACAC         | San José       | bieg na 800 m      | 2. miejsce | 1:46,38 |
| 2015 | Mistrzostwa świata        | Pekin          | bieg na 800 m      | półfinał   | 1:46,28 |
| 2016 | Igrzyska olimpijskie      | Rio de Janeiro | bieg na 800 m      | 3. miejsce | 1:42,93 |
| 2017 | IAAF World Relays         | Nassau         | sztafeta 4 × 800 m | 1. miejsce | 7:13,16 |
| 2018 | Puchar interkontynentalny | Ostrawa        | bieg na 800 m      | 2. miejsce | 1:46,77 |
| 2019 | Mistrzostwa świata        | Doha           | bieg na 800 m      | 8. miejsce | 1:47,84 |
| 2021 | Igrzyska olimpijskie      | Tokio          | bieg na 800 m      | 9. miejsce | 1:46,53 |
| 2023 | Mistrzostwa świata        | Budapeszt      | bieg na 800 m      | eliminacje | 1:47,06 |

## Rekordy życiowe
- Bieg na 800 metrów (stadion) – 1:42,93 (2016)
- Bieg na 800 metrów (hala) – 1:45,92 (2019)
- Bieg na 1000 metrów – 2:15,73 (2022)
- Bieg na 1500 metrów – 3:36,23 (2016)